# Carabineros
I Carabineros furono un corpo armato spagnolo di gendarmeria, avente anche funzioni di polizia, attivo dal 1829 al 1940.
Il loro compito era quello della vigilanza delle coste e delle frontiere del paese, e la repressione delle frodi e del contrabbando. Il motto dei Carabineros era: Moralidad, Lealtad, Valor Y Disciplina.

## Storia
Furono creati il 9 marzo 1829 come Real Cuerpo de Carabineros de Costas y Fronteras da re Ferdinando VII di Spagna e furono il primo corpo di gendarmeria spagnolo.
Erano di stanza nelle frontiere terrestri, nelle provincie marittime e nella capitale Madrid. Nel 1889 gli fu dato carattere militare. Nel 1936 contavano 16.000 effettivi e nella guerra civile spagnola circa 10.000 restarono con la repubblica e 6.000 con i nazionalisti.
Nel 1940, dopo la fine della guerra, furono incorporati da Francisco Franco nella Guardia Civil.

## Onorificenze
- Gran Croce Ordine al Merito Civile (Spagna)